# Gracixalus medogensis
Gracixalus medogensis es una especie de anfibio anuro de la familia Rhacophoridae.

## Distribución geográfica y hábitat
Es endémica del sudeste del Tíbet (China); quizá en la zona adyacente de la India.